# Domenico Guglielmini
Domenico Guglielmini (Bologna, 27 settembre 1655 – Padova, 27 luglio 1710) è stato un matematico, chimico e medico italiano.

## Biografia

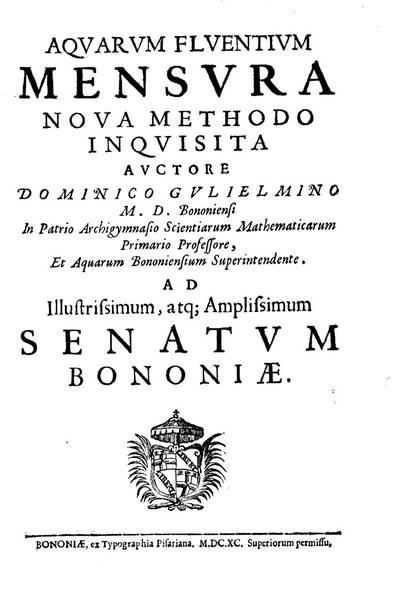
Aquarum fluentium mensura noua methodo inquisita, 1690

Dopo un iniziale periodo di incertezze, decise di dedicarsi alla matematica e alla medicina, diventando membro dell'Accademia della Traccia o dei Filosofi, fondata secondo un'impostazione filosofico-sperimentale. Laureatosi nel 1678 in medicina con Marcello Malpighi all'Università di Bologna, studiò contemporaneamente anche matematica con Geminiano Montanari. I suoi primi scritti matematici riguardarono l'astronomia, ma successivamente si orientò verso lo studio dell'idraulica, dove ottenne importanti riconoscimenti. Nel 1686 fu nominato "intendente generale delle acque" nel Bolognese, un incarico importante a causa del gran numero di corsi d'acqua esistenti nella zona e per le frequenti inondazioni che ne rendevano necessaria la sorveglianza. L'esperienza fu utile per la sua opera di idraulica fluviale Della natura dei fiumi (1697), considerato il fondamento dell'idraulica fluviale moderna e comprendente i frutti dei lavori e delle riflessioni di un decennio di applicazioni idrauliche. Sposò  la bolognese Costanza Gioannetti e dal matrimonio nacquero tre figlie e un unico maschio, Giuseppe Ferdinando, che divenne biografo del padre. Nel 1690 fu nominato professore di matematica all'Università di Bologna e nel 1694 anche di Idrometria nella stessa Università, cattedra creata appositamente ex novo per lui.
La fama nella gestione delle acque fluviali spinse la Repubblica di Venezia a nuovi incarichi di idraulica e nel 1698 alla chiamato all'Università di Padova come professore di matematica e astronomia. I costumi dell'epoca imponevano che i docenti di matematica fossero anche chiamati a collaborare con lo stato per la creazione di opere d'ingegneria di rilevante interesse pubblico. Guglielmini è così chiamato, nel 1700, a restaurare le fortificazioni di Castelnuovo nel golfo di Cattaro in Dalmazia (oggi Montenegro). A Padova Guglielmini continuò anche gli studi di medicina tanto che nel 1702, dopo che per dimissioni di Pompeo Sacchi (1634-1718) si era liberata la cattedra, fu nominato anche professore di medicina. Conservò le due cattedre nell'università patavina fino alla sua morte precoce. Alla fine del 1709 cominciò una patologia caratterizzata da vertigini, convulsioni, e stato confusionale che l'obbligarono a sospendere le lezioni universitarie e lo portarono a morte, a soli 54 anni di età, dopo otto mesi di sofferenza, per emorragia cerebrale. Fu sepolto nella chiesa di San Massimo in Padova (dove sarà seppellito anche il grande Giovanni Battista Morgagni, che di Guglielmini fu biografo ed editore) e gli fu eretto un sontuoso monumento nella Basilica di Sant'Antonio da Padova.

## Ricerche scientifiche

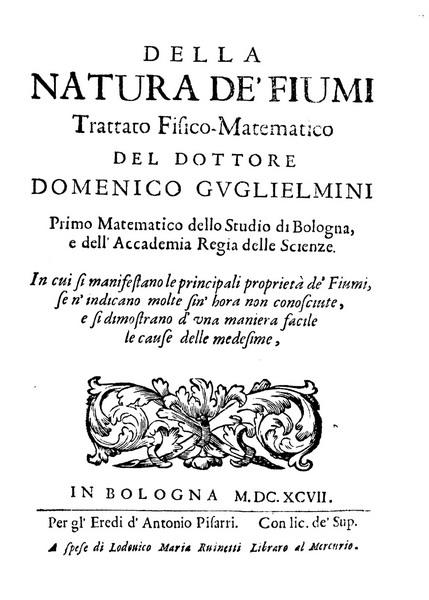
Della natura de' fiumi - trattato fisico-matematico, 1697

Guglielmini fu fra i pochi scienziati del suo tempo a dare grande importanza alla matematica anche nelle scienze sperimentali. Le ricerche scientifiche di Guglielmini hanno interessato l'idraulica, la chimica e la cristallografia, la medicina, l'astronomia, la fisica e la matematica. I suoi studi gli permettono di essere oggi ricordato comune una figura eminente per tre categorie di scienziati: idraulici, medici e chimici. Nella sua introduzione al volume Misura delle acque correnti è presente un vastissimo programma di ricerca, che va dal moto dell'acqua nei fiumi fino a quello dei fluidi nei vasi sanguigni. Secondo Guglielmini, lo studio del "corpo idraulico" e del "corpo umano" devono avvalersi degli stessi metodi, che collegano quindi tra loro i vari settori di ricerca.
- Le ricerche di idraulica sono state sempre considerata fondamentali, nella storia di questa disciplina ed esclusivamente agli studi sulla meccanica dei fluidi si è conservata per lungo tempo la fama del Guglielmini.
- Nel campo della chimica e della cristallografia, Guglielmini è stato il primo ad interessarsi della cristallizzazione dei sali, facendo vedere come gli angoli formati dalle facce dei cristalli siano costanti e come una stessa sostanza presenti sempre una forma cristallina costante. Guglielmini attribuì queste caratteristiche all'esistenza di forze molecolari, con leggi invariabili e costanti. Fece anche numerose osservazioni al microscopio trovando sempre la stessa forma cristallina anche a livello microscopico. Guglielmini pertanto viene considerato uno dei padri della cristallografia, al pari di Jean-Baptiste Romé de L'Isle e René Just Haüy.
- Le ricerche di Guglielmini in campo medico hanno riguardato soprattutto la costituzione e la natura del sangue. Sembra che Guglielmini sia stato il primo a riconoscere l'esistenza di sali cristallizzabili nel sangue e a riconoscere che il coagulo sanguigno è costituito da globuli rossi impigliati in reti di fibrina.
- Nel campo della fisica Guglielmini accettò teoria ondulatoria della luce, dovuta in origine al bolognese padre Francesco Maria Grimaldi[3]. Guglielmini pubblicò anche alcune osservazioni astronomiche, sollecitato da una cometa, la C/1680 V1, visibile a Bologna nell'inverno 1680-1681[4] e dall'eclissi solare del 12 luglio 1684, visibile solo parzialmente da Bologna.

## Opere
- Dominici Gulielmini ... Opera omnia mathematica, hydraulica, medica, et physica. Accessit vita autoris, a Jo. Baptista Morgagni ... cum figuris & indicibus necessariis, Tomus primus, Tomus secundus, Genevae : sumptibus Cramer, Perachon & socii, 1719

### Idraulica

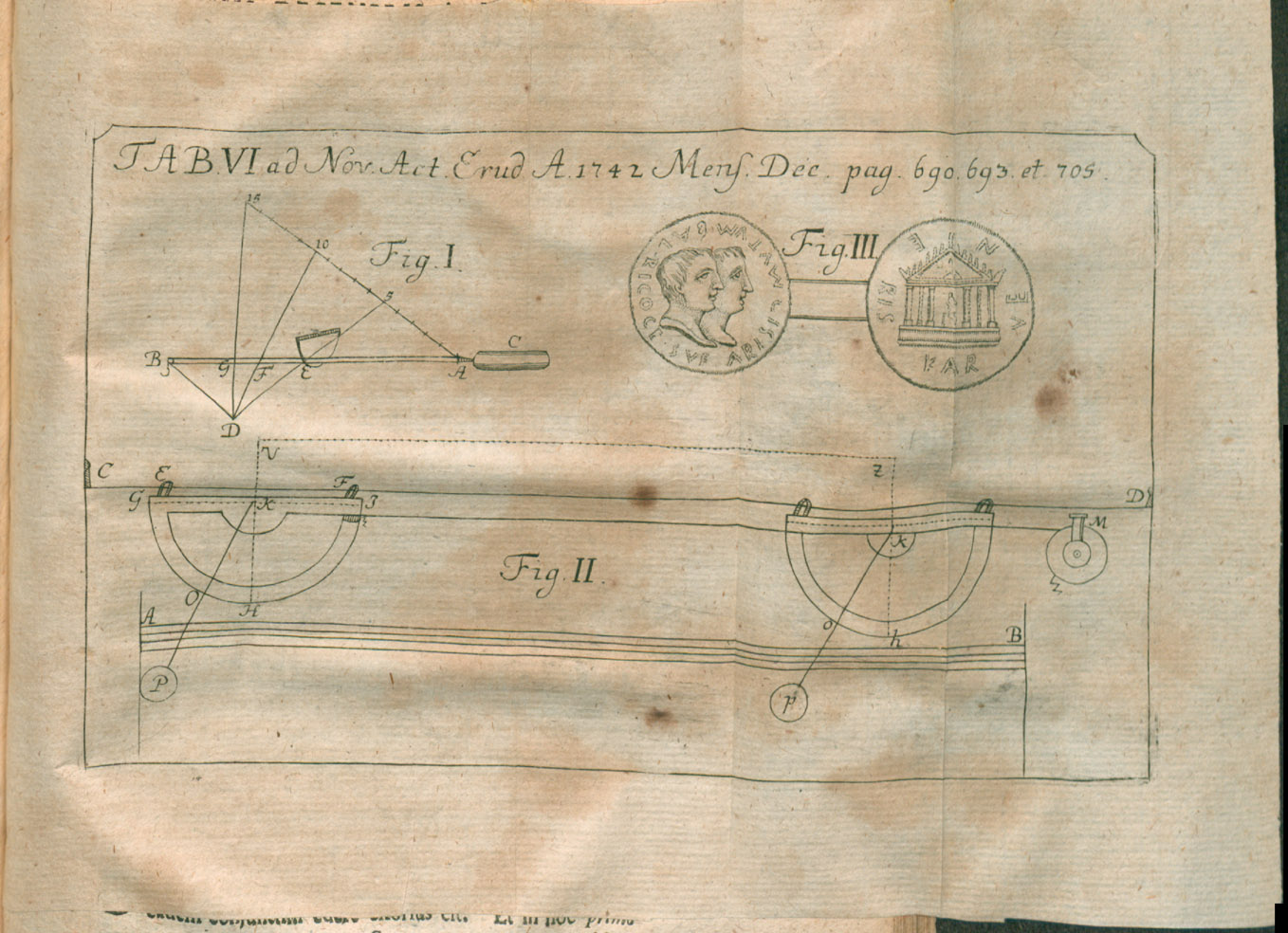
Fig. 1. Illustrazione alla recensione sulla Natura dei fiumi pubblicata negli Acta Eruditorum del 1742

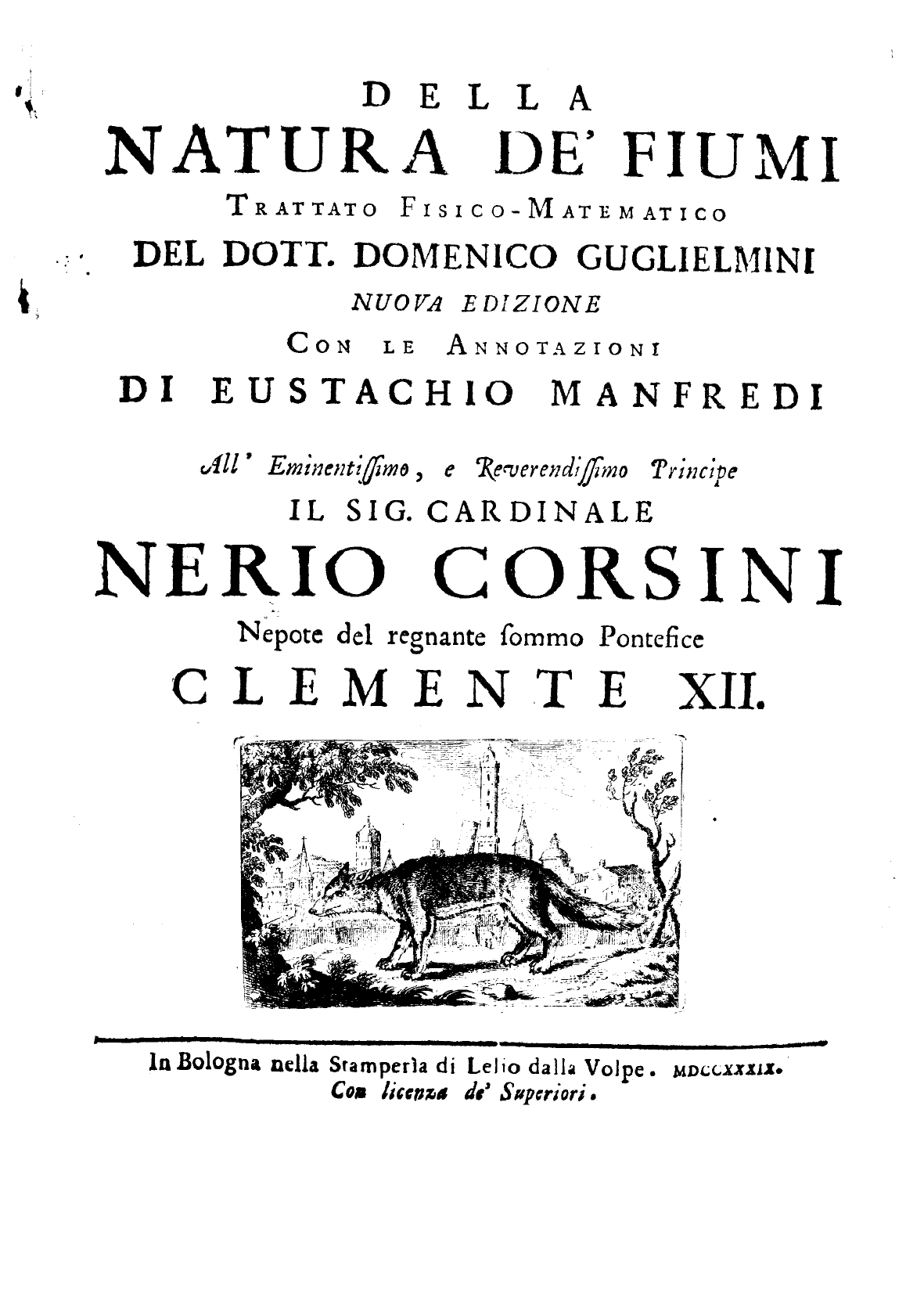
Della natura de' fiumi - trattato fisico-matematico, 1739

- Aquarum fluentium mensura, Bologna, ex Typographia Pisariana, 1690-1691.
- Dominici Gulielmini medici et mathematici Boniensis Epistolae duae hydrostaticae altera apologetica aduersus obseruationes contra mens. aquarum fluentium a clarissimo viro Dionisio Papino factas...altera de velocitate, & motu fluidorum in siphonibus recuruis suctorijs, Bononiae : apud h.h. Antonij Pisarij, 1692.
- Della natura de' fiumi, trattato fisico-matematico, Bologna, Ludovico Maria Ruinetti, 1697.
  - Della natura de' fiumi trattato fisico-matematico del dott. Domenico Guglielmini. - Nuova edizione con le annotazioni di Eustachio Manfredi. ... - In Bologna : nella stamperìa di Lelio dalla Volpe, 1739.
- Risposta al parere de' molto reverendi padri Seur e Jacquier sopra i diversi progetti per il regolamento delle acque delle tre provincie di Bologna Ferrara e Romagna, In Firenze : appresso Andrea Bonducci, 1765.

### Chimica e di cristallografia
- Riflessioni filosofiche dedotte dalle figure de' sali dal dottore Domenico Guglielmini espresse in vn discorso recitato nell'Accademia filosofica esperimentale di monsig. arcidiacono Marsigli la sera delli 21. marzo 1688, In Bologna : per gli eredi d'Antonio Pisarri, 1688.
- De salibus, Venezia, Alvise Pavini, 1705.
- De salibus dissertatio epistolaris physico-medico-mechanica conscripta a Dominico Guglielmini philosopho et medico Bononiensi, Lugduni Batavorum : apud Fredericum Haaring, 1707.

### Medicina
- De sanguinis natura & constitutione exercitatio physico-medica Dominici Gulielmini, Venetiis : ex typographia Andreae Poleti, 1701.
- Dominici Guglielmini ... Exercitatio de idearum vitiis correctione & usu ad statuendam & inquirendam morborum naturam, Patavii : apud Josephum Corona, 1707.
- Dominici Guglielmini ... Commentaria in primam Aphorismorum Hippocratis sectionem, a Josepho Ferdinando filio, nonnullis explicationibus locupletata & deficientium aucta. Praemittuntur praelectiones tres in idem argumento ab eodem Dominico, Bononiae: apud Thomam Colli ex typographia S. Thomae Aquinatis, 1748.

### Fisica e astronomia
- Propositiones geographico-astronomico-geometrico-opticae, Bologna, Emilio Maria Manolessi & fratelli, 1677.
- De cometarum natura et ortu, Bologna, eredi Domenico Barbieri, 1681.
- Pro theoria medica aduersus empiricam sectam praeletio habita Patavij die 2. Maij 1702. A Domenico Guglielmini bononiensi. Dum a mathematicarum scientiarum cathedra ad primam theoreticae medicinae transitum faceret, Venetiis : typis Hieronymi Albriccij, 1702.
- Dominici Guglielmini ... De principio sulphureo dissertationes quibus mantissae loco accessit dissertatio de aethere, Venetiis : apud Andream Poleti, 1710.
- Dominici Gulielmini ... Observatio solaris eclipsis anni 1684. Bononiae habita die 12. iulij eusdem anni, Patavij : typis Jo. Baptistae Conzatti, 1711.
- Meridiana del tempio di S. Petronio tirata e preparata per le osservazioni astronomiche l'anno 1655, Bologna, per l'erede di Vittorio Benacci, 1695.

## Riconoscimenti
- Socio associé étranger de l'Académie royale des sciences sino dal 1686, primo italiano ad aver ottenuto tale onore; subito dopo la sua morte il celebre Fontenelle, segretario perpetuo dell'Académie, ne scrisse l'Éloge historique[5].
- Membro della Royal Society di Londra dal 1687
- Membro dal 1687 della "Camera di geografia e nautica", l'accademia di fisica fondata da Luigi Ferdinando Marsili.